# Aleksandr Korneichuk
Aleksandr Evdokímovich Korneichuk (en ruso: Алекса́ндр Евдоки́мович Корнейчу́к, en ucraniano: Олександр Євдокимович Корнійчук, romanizado: Oleksandr Yevdokymovych Korniychuk; Jristínivka, Imperio ruso, 12 de mayojul./ 25 de mayo de 1905greg. – Kiev, Unión Soviética, 14 de mayo de 1972) fue un dramaturgo, crítico literario y funcionario estatal soviético. Entre 1943 y 1945, se desempeñó como primer adjunto del ministro de Relaciones Exteriores de la Unión Soviética.
Entre las numerosas obras de teatro que escribió cabe destacar Zahybel eskadry (La muerte del escuadrón) (1933), Platon Krechet (1934), Bohdan Khmelnytsky (1938), su comedia a favor de la colectivización V stepyakh Ukrayiny (1940) y El frente (1942). Además fue cinco veces galardonado con el Premio Stalin (1941, 1942, 1943, 1949, 1951) y es considerado como uno de los principales defensores del realismo socialista en el teatro soviético.
Aparte de su faceta como escritor y dramaturgo fue miembro del Comité Central del Partido Comunista de la Unión Soviética (1952-1972), presidente del Sóviet Supremo de la República Socialista Soviética de Ucrania (1947-1953, 1959-1972) y durante un breve periodo de tiempo fue ministro de Relaciones Exteriores de la República Socialista Soviética de Ucrania (1944).

## Biografía
Aleksandr Korneichuk nació en 1905 en la localidad ucraniana de Jristínivka en la Gobernación de Kiev, en esa época parte del Imperio ruso en el seno de una familia de un trabajador del ferrocarril. A los 15 años empezó a trabajar en un taller de reparación de vagones de ferrocarril. En 1924, se matriculó en la Universidad de Kiev (entonces conocida como el Instituto de Educación Popular de Kiev). Después de graduarse en 1929, comenzó a trabajar en los estudios cinematográficos de Odesa y Kiev, principalmente como guionista. Su obra debut Na Grani (1929) examinó el papel de un hombre de artes en la nueva sociedad socialista. A finales de la década de 1920 y principios de la de 1930, fue un propagador activo del internacionalismo y se opuso estrictamente al movimiento nacional comunista local en la literatura ucraniana, dirigido por Mikola Jvilovi.
En 1933 publicó su primera obra significativa, Gibel eskadry (La muerte del escuadrón), que respalda la historia heroica de una unidad bolchevique de la Flota del Mar Negro que decidió hundir sus barcos para no ser capturados por los alemanes (más tarde se reveló que no era más que un mito romántico revolucionario). La obra impresionó a Pável Póstyshev, quien se convirtió en el mentor del «prodigio local». Su siguiente obra fue Platon Krechet en 1934, su personaje central representa a la «nueva intelectualidad soviética», impulsada por el «humanismo y la búsqueda de la justicia». A su obra Pravda (1937) se le atribuye ser la primera en presentar el personaje de Lenin en un escenario del teatro soviético.

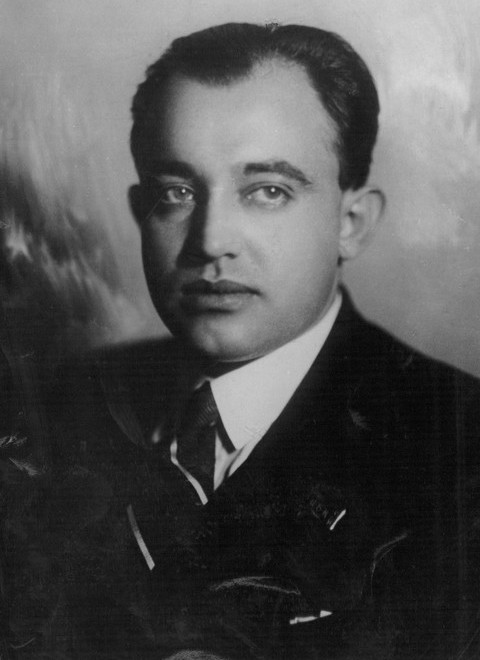
Korneichuk en 1938

Tanto Nikita Jrushchov como Lazár Kaganóvich recomendaron al joven autor a Stalin y en 1938 el líder soviético conoció al dramaturgo en el Kremlin. Poco después, sus obras se tradujeron a la mayoría de los idiomas de las distintas repúblicas soviéticas y comenzaron a ser representadas en teatros de todo el país. En 1939 salió lo que, en retrospectiva, los críticos rusos consideran su obra más fuerte, el drama en cinco actos Bogdan Khmelnitsky, que cuenta la historia del movimiento nacional del siglo XVII en Ucrania que resultó en la unificación del país con Rusia. Su comedia farsa a favor de la colectivización de 1941 V stepyakh Ukrayiny (En las estepas de Ucrania) se hizo popular tanto entre el público en general como entre el propio Stalin, quien en una carta personal informó al autor: «Camarada Korneichuk. Acabo de leer su obra En las estepas de Ucrania. Me reí mucho. Yo Stalin». Korneichuk continuó en la misma línea con sus siguientes obras Priezhayte v Zvánkovoye (1946), Kalinova Roshcha (1950) y Nad Dneprom (1960).
En 1934, en el Primer Congreso de la Unión de Escritores Soviéticos, fue elegido miembro de su junta directiva. Ese mismo año se convirtió en líder de la Unión de Escritores de la RSS de Ucrania (1934-1941, 1946-1953). En junio de 1941 cuando la Alemania nazi invadió la Unión Soviética, Korneichuk fue al frente, primero como corresponsal de guerra y luego como politruk (comisario político). Su obra de teatro de 1942, Front (Primera línea), en la que criticaba a los generales del ejército del «viejo estilo», causó indignación entre estos últimos, pero fue apoyada por Stalin («Conduzcan la guerra de mejores maneras y no habrá tales obras», les dijo a algunos de los militares descontentos de alto rango). Por ello, el autor recibió su tercer Premio Stalin, donando puntualmente el dinero a las necesidades de la defensa nacional.

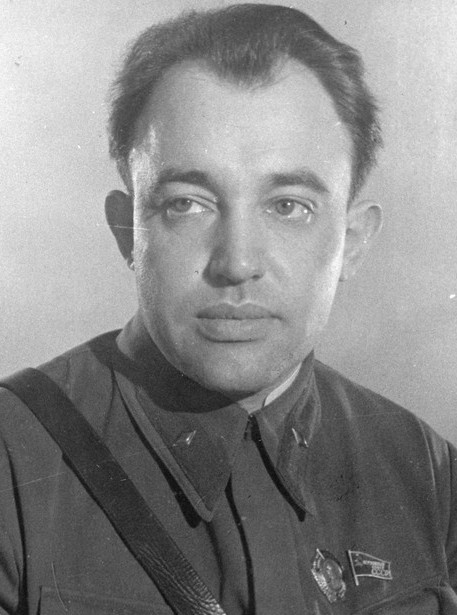
Aleksandr Korneichuk en 1942 con uniforme de oficial del Ejército Rojo

El 19 de febrero de 1943, el periódico oficial del gobierno de la RSS de Ucrania, Radyanska Ukraína, en la (brevemente) liberada ciudad de Járkov publicó un artículo de Korniychuk que dejaba claro que Stalin no tenía intención de ceder la mayor parte del territorio ganado por el Pacto Ribbentrop-Mólotov después de la guerra, esté artículo fue poco después reimpreso en ruso y publicado al día siguiente en el Pravda. En 1944, se convirtió en el primer jefe (comisario del pueblo) del recién formado Ministerio de Relaciones Exteriores de la República Socialista Soviética de Ucrania (Narodny Comissariat, como se lo conocía entonces). En 1943-1945 fue nombrado primer adjunto del Ministerio de Asuntos Exteriores de la Unión Soviética.
A finales de la década de 1940 alcanzó los rangos más altos de la nomenclatura política ucraniana y soviética. Fue miembro de los comités centrales del Partido Comunista de la Unión Soviética (1949-1972) y del Partido Comunista de la República Socialista Soviética de Ucrania (1952-1972), además fue diputado de las I, II, III, IV, V, VI, VII y VIII convocatorias del Sóviet Supremo de la Unión Soviética (1938-1972), primer diputado del primer ministro de la RSS de Ucrania (1953-1954) y presidente del Sóviet Supremo de la RSS de Ucrania (en 1947-1953 y 1959-1972).
Algunas de las obras de Korneichuk también fueron censuradas o criticadas. En 1951, el libreto de la ópera Bogdan Khmelnitsky del pianista y compositor Konstantín Dankévich que había escrito junto con su esposa Wanda Wasilewska, recibió la dura desaprobación de Stalin, quien exigió que se mostrara mucho más de la lucha del pueblo ucraniano contra la «opresión polaca». La pareja agregó varias escenas, enfatizando las «raíces históricas de la amistad ruso-ucraniana», y la ópera se estrenó en 1953. En 1954, su obra Krylya (Alas), que satirizaba el estilo de liderazgo de los funcionarios locales del partido, indignó a algunos miembros del Comité Central del Partido Comunista de la Unión Soviética. Jruschov tuvo que intervenir, supuestamente diciendo: «El zar no había prohibido El revisor (conocida en castellano como El inspector o El inspector general) de Gógol, ¿cómo podemos entonces prohibir las Alas de Korneichuk?»
Aleksandr Korneichuk murió el 14 de mayo de 1972 en Kiev en la RSS de Ucrania y fue enterrado en el cementerio de Báikove.

## Obras de teatro
- En el borde (Na Grani, 1926)

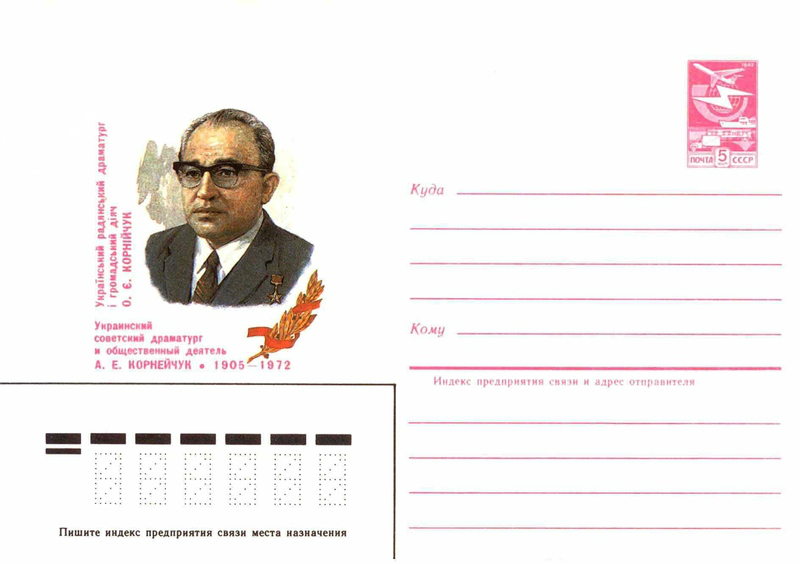
Sobre postal soviético de 1984 con la imagen de Aleksandr Korneichuk

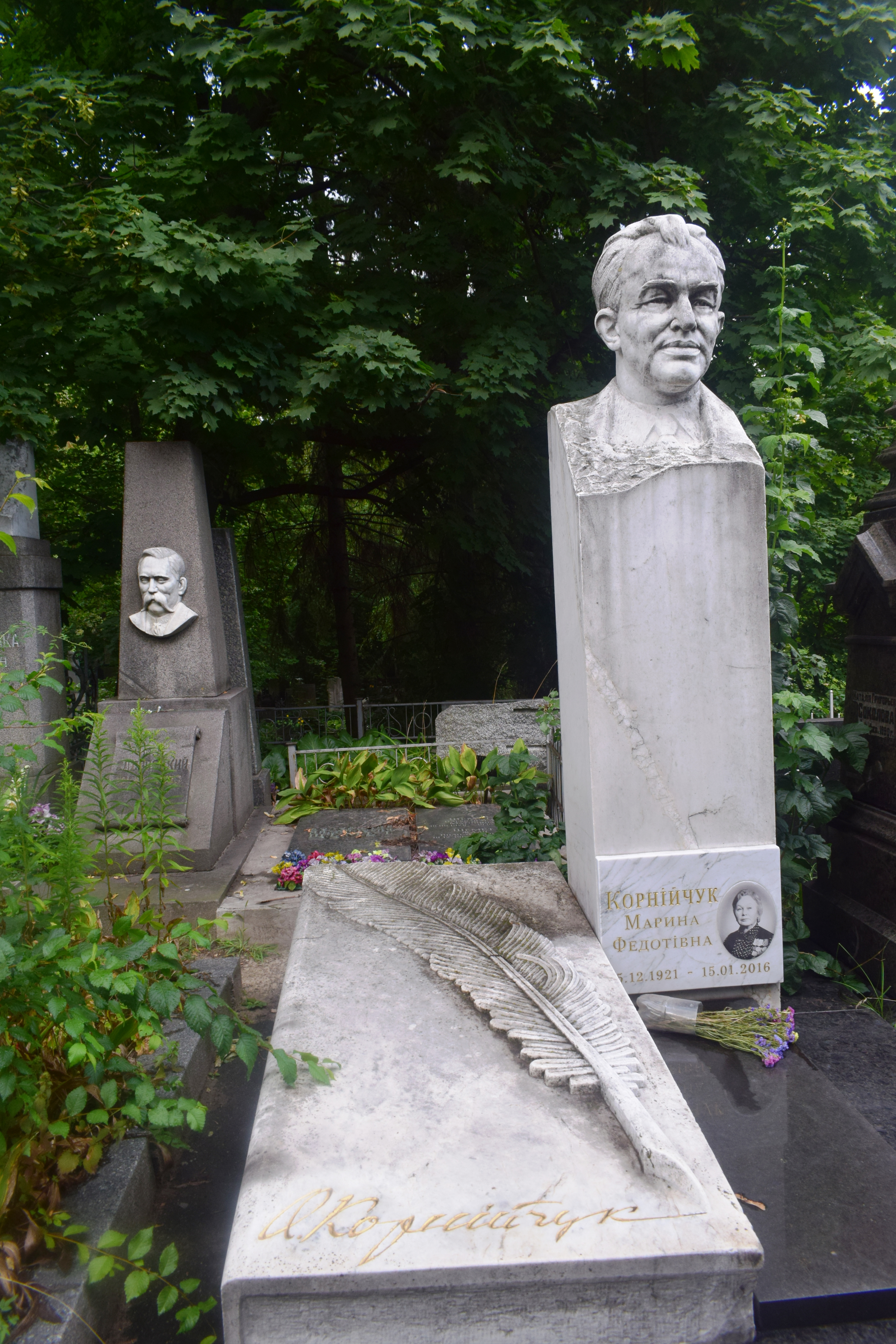
Sepultura de Aleksandr Korneichuk en Kiev en el cementerio de Báikove

- La isla de piedra (Kamenny ostrov, 1930)
- El asalto (Shturm, 1930)
- Lucio violeta (Fioletovaya shchuka, 1932)
- La muerte del escuadrón (Gibel eskadry, 1933)
- Platon Kretchet (1934)
- El banquero (Bankir, 1936)
- Pravda (1937)
- Bogdan Khmelnitsky (1939)
- En las estepas de Ucrania (V stepyakh Ukrayiny, 1942)
- Partisanos en las estepas de Ucrania (Partizany v stapyakh Ukrayiny, 1942)
- La línea del frente (Front, 1942)
- La misión de Míster Perkins en el Estado bolchevique (Missiya mistera Perkinsa v stranu bolshevikov, 1944)
- Por favor, ven a Zvonkovoye (Priezjayte v Zvonkovoye, 1946)
- Makar Dubrava (1948)
- Kalinova Roshcha (1950)
- Alas (Krylya, 1954)
- ¿Por qué sonríen las estrellas? (Potchemu ulybalis zvyozdy, 1957)
- Sobre el Dniéper (Nad Dneprom, 1960)
- La página del diario (Stranitsa dnevnika, 1964)
- El costo a pagar (Rasplata, 1965)
- Mis amigos (Moyi druzyia, 1967)
- Memoria del corazón (Pamyat serdtsa, 1969)